# Xiangshan (Huaibei)
Xiāngshān Qū o distrito de Xiāngshān es una localidad de la ciudad-prefectura de Huaibei en la provincia de Anhui, República Popular China, con una población censada en noviembre de 2010 de 467 358 habitantes.
Se encuentra situada en el norte de la provincia, cerca del río Huai y de la frontera con la provincia de Shandong.